# Playa de Aberdil
La playa de Aberdil es una pedregal situado en la parroquia de Ribadesella, en el concejo de del mismo nombre, Asturias. Se enmarca en las playas de la Costa Verde Asturiana y está considerada paisaje protegido, desde el punto de vista medioambiental. Por este motivo está integrada, según información del Ministerios de Agricultura, Alimentación y Medio Ambiente, en el Paisaje Protegido de la Costa Oriental de Asturias.

## Descripción
La playa de Aberdil, al igual que pasa con las playas de Tereñes, El Portiello y en menor medida Arra, es realmente un pedregal. Presenta forma de concha situado en una zona virgen, con un lecho mixto de arena dorada de grano medio (que se vio disminuido casi en su totalidad debido a unas fuertes tormentas que se produjeron durante los años 2013-2014); con un alto grado de peligrosidad, en parte por presentar rocas resbaladizas, sobre todo durante el descenso para acceder a la misma. Es una zona idónea para la pesca recreativa.
El pedregal se encuentra cerca de los acantilados del Infierno. Prácticamente ni aparece en los mapas, lo que hace que sea muy poco frecuentada.
Esta playa no ofrece ningún tipo de servicio.